# Fatty and Mabel Adrift

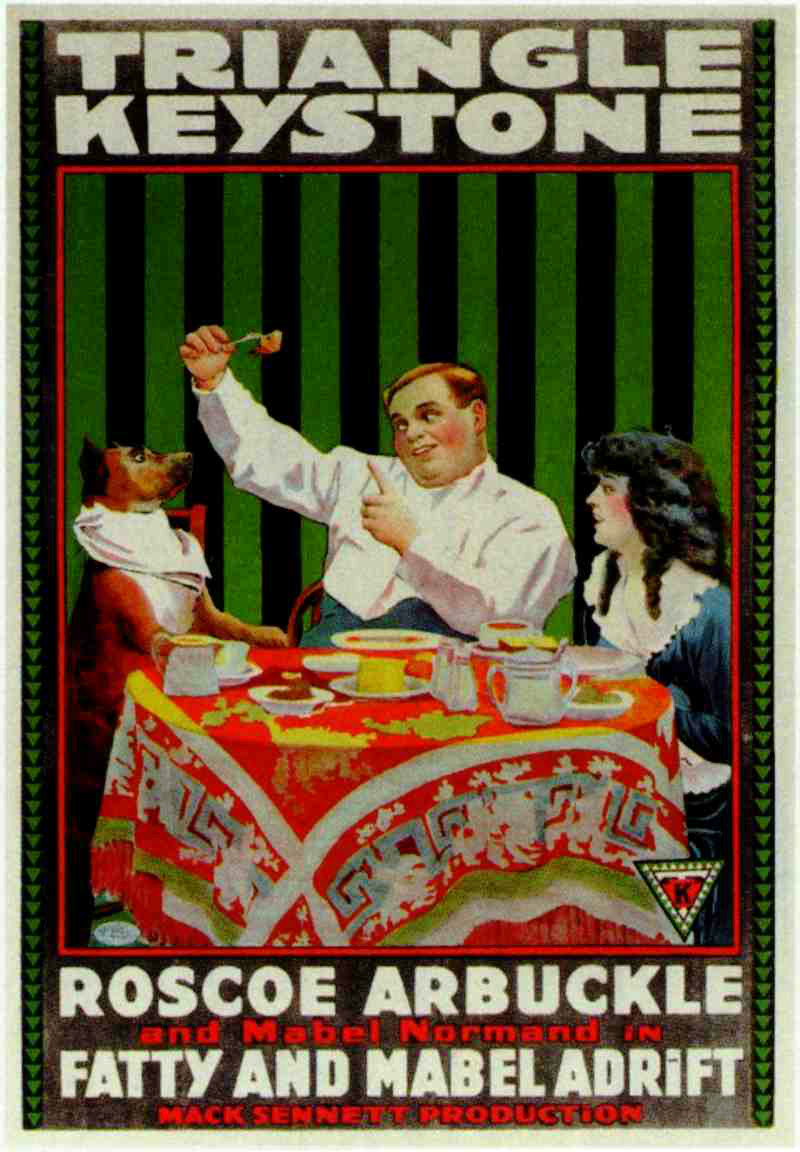
Cartell de la pel·lícula

Fatty and Mabel Adrift és una pel·lícula muda de la Keystone escrita i dirigida per Roscoe Arbuckle i protagonitzada per ell mateix i Mabel Normand. La pel·lícula, considerada la millor i més elaborada de la parella, es va estrenar el 9 de gener de 1916. Filmada entre l'agost i el desembre de 1915, es va rodar a la platja de Castle Rock, al costat de Topanga Canyon i a Los Angeles Harbor.

## Repartiment
- Roscoe Arbuckle (el granger)
- Mabel Normand (la seva xicota)
- Frank Hayes (el seu pare)
- Mary Wells (la mare)
- Al St. John (el fill del veí)
- El gos de la Keystone (Teddy)
- Wayland Trask (Brutus Bombastic, cap de la banda)
- Glen Cavender (venedor de propietats)
- James Bryant (primer malfactor)
- Joe Bordeaux (xofer/segon malfactor)

## Argument
Roscoe i Mabel viuen al camp i estan enamorats tot i que el fill del veí també voldria aconseguir la noia. Un dia s'atura davant de la casa un cotxe que ha punxat una roda i mentre Roscoe ajuda a canviar-la, l'amo de l'automòbil, que és venedor de cases a la platja, ensenya una oferta molt econòmica als pares d'en Roscoe que els convenç i decideixen comprar-la com a regal de noces per a la parella. La parella es casa i marxa a viure a la nova propietat. Allà viuen feliços i maldestres amb el seu gos que comparteix taula amb ells.
El fill del veí els ha seguit fins allà i cerca venjança. Descobert en un primer moment es baralla amb Roscoe i acaba perseguit pel gos. Al vespre, la parella se’n va a dormir. Mentrestant, el veí, es capturat per una parella de malfactors que el porten a la cova on hi ha el cap, que mastega dinamita i veu betzina. Allà el noi els proposa acabar amb la parella. De cop arriba una tempesta i plou a bots i barrals. L'aigua va entrant per tot arreu a la casa i la marea arriba fins a la porta. Els malfactors desenganxen la casa que marxa flotant mar endins. Quan arriba el matí ells dos es desperten amb els seus llits flotant dins de l'habitació i s'adonen que estan al mig del mar. Decideixen enviar el gos en busca d'ajuda. Aquest arriba fins a la casa dels pares que telefonen per demanar ajuda. Els guardacostes, els pares amb una bicicleta tàndem, i molta altra gent s'hi dirigeixen mentre ells dos s'esperen dalt del teulat. Al final, mentre els dolents tenen un accident amb la dinamita que acaba amb tots ells, Roscoe i Mabel són rescatats.